# Anaflisto

Mapa de los demos de la antigua Ática. El demo de Anaflisto se situaba al suroeste, junto a la costa.

Anaflisto (en griego, Ἀνάφλυστος) fue un demo del Ática, en la costa suroeste, cerca del cabo Sunio, en la bahía de Anáviso, frente al islote de Arsida. Pertenecía a la tribu Antióquide.
Según una tradición, este demo había sido fundado por uno de los hijos de Trecén que se llamaba Anaflisto.
El Periplo de Pseudo-Escílax menciona su puerto y añade que se encontraba fortificado. Una de las funciones de esta fortaleza era la protección de las minas de plata de Laurion que había en sus proximidades.
Cerca de este demo se encontraba un santuario de Pan. Es citado también por Heródoto.